# كال هوارد
كال هوارد (بالإنجليزية: Cal Howard)‏ هو رسام رسوم متحركة ومخرج أمريكي، ولد في 24 مارس 1911 في لوس أنجلوس في الولايات المتحدة، وتوفي في 10 سبتمبر 1993 في وودلاند هيلز، كاليفورنيا في الولايات المتحدة.

## وصلات خارجية
- كال هوارد على موقع IMDb (الإنجليزية)
- كال هوارد على موقع أول موفي (الإنجليزية)
- كال هوارد على موقع قاعدة بيانات الأفلام السويدية (السويدية)
- كال هوارد على موقع قاعدة بيانات الفيلم (الإنجليزية)
- كال هوارد على موقع كينوبويسك (الروسية)